# Regatul Unit al Portugaliei, Braziliei și Algarvelor
Regatul Unit al Portugaliei, Braziliei și Algarvelor a fost o monarhie constând din regatele Portugalia, Brazilia și Algarve, precum și din posesiunile lor coloniale în Africa și Asia.

## Istorie
Regatul Unit al Portugaliei, Braziliei și Algarvelor a luat ființă în 1808, după ce regele portughez Ioan al VI-lea s-a mutat în colonia portugheză Brazilia, în timpul războiului cu Franța lui Napoleon. Printr-o lege emisă pe 16 decembrie 1815, Regatul Portugaliei, colonia portugheză Brazilia și Regatul Algarvelor s-au unit într-un singur stat cu titlul de Regatul Unit al Portugaliei, Braziliei și Algarvelor.